# Port lotniczy Izmir
Port lotniczy Izmir (IATA: ADB, ICAO: LTBJ) – międzynarodowy port lotniczy położony 24 km na południe od centrum Izmiru. Jest jednym z największych portów lotniczych Turcji.

## Linie lotnicze i połączenia
| Linia Lotnicza       | Kierunek |
| -------------------- | --- |
| Aegean Airlines      | 1. Ateny |
| Aer Lingus           | Sezonowo: 1. Dublin |
| Air Montenegro       | Sezonowo: 1. Tivat (od 1 kwietnia 2024) |
| Air Serbia           | 1. Belgrad |
| AnadoluJet           | 1. Ankara 2. Stambuł-Sabiha Gökçen 3. Şanlıurfa Sezonowo: 1. Belgrad 2. Ordu–Giresun 3. Teheran-Imam Khomeini |
| ATA Airlines         | Sezonowo: 1. Teheran-Imam Khomeini |
| Azerbaijan Airlines  | Sezonowo: 1. Baku |
| Belavia              | Sezonowe czartery: 1. Mińsk |
| British Airways      | Sezonowo: 1. Londyn-Heathrow (od 18 maja 2024) |
| Caspian Airlines     | 1. Teheran-Imam Khomeini |
| Corendon Airlines    | Sezonowo: 1. Amsterdam 2. Berlin 3. Bruksela 4. Kolonia/Bonn 5. Düsseldorf 6. Frankfurt 7. Hamburg 8. Hanower 9. Londyn-Stansted (od 12 maja 2025) 10. Manchester (od 15 maja 2025) 11. Monachium 12. Norymberga 13. Paryż-Charles de Gaulle 14. Stuttgart 15. Wiedeń |
| EasyJet              | Sezonowo: 1. Berlin (od 3 kwietnia 2024) 2. Liverpool 3. Londyn-Gatwick 4. Londyn-Luton |
| Enter Air            | Sezonowe czartery: 1. Gdańsk 2. Katowice 3. Poznań 4. Warszawa-Okęcie |
| Eurowings            | Sezonowo: 1. Kolonia/Bonn 2. Düsseldorf 3. Stuttgart |
| FlyOne               | Sezonowe czartery: 1. Kiszyniów |
| Freebird Airlines    | Sezonowe czartery: 1. Bruksela 2. Medyna |
| GetJet Airlines      | Sezonowe czartery: 1. Wilno |
| IFly                 | Sezonowe czartery: 1. Moskwa-Wnukowo |
| Iran Air             | Sezonowo: 1. Teheran-Imam Khomeini |
| Iran Air Tours       | Sezonowo: 1. Tebriz 2. Teheran-Imam Khomeini |
| Iran Aseman Airlines | Sezonowo: 1. Teheran-Imam Khomeini |
| Jet2.com             | Sezonowo: 1. Birmingham 2. Bristol (powrót od 27 maja 2024) 3. East Midlands 4. Edynburg 5. Glasgow 6. Leeds/Bradford 7. Londyn-Stansted 8. Manchester 9. Newcastle |
| LOT                  | Sezonowe czartery: 1. Katowice 2. Warszawa-Okęcie |
| Luxair               | Sezonowo: 1. Luksemburg |
| Nordwind Airlines    | Sezonowe czartery: 1. Moskwa-Szeremietiewo |
| Pegasus Airlines     | 1. Adana 2. Ankara 3. Baku 4. / Bazylea 5. Batman 6. Kolonia/Bonn 7. Düsseldorf 8. Elazığ 9. / Ercan 10. Erzincan 11. Hamburg 12. Hatay 13. Stambuł 14. Stambuł-Sabiha Gökçen 15. Dżudda 16. Kayseri 17. Londyn-Stansted 18. Mardin 19. Muş 20. Podgorica 21. Samsun 22. Şanlıurfa 23. Sivas 24. Skopje 25. Stuttgart 26. Trabzon 27. Wiedeń Sezonowo: 1. Amman 2. Berlin 3. Frankfurt 4. Moskwa-Domodiedowo 5. Monachium 6. Norymberga 7. Ordu–Giresun 8. Tbilisi 9. Tel Awiw |
| Qeshm Air            | Sezonowo: 1. Teheran-Imam Khomeini |
| Saudia               | Sezonowo: 1. Dżudda 2. Rijad |
| Smartwings           | Sezonowe czartery: 1. Katowice 2. Poznań 3. Praga 4. Warszawa-Okęcie |
| SunExpress           | 1. Abu Zabi 2. Adana 3. Amsterdam 4. Antalya 5. Ateny 6. / Bazylea 7. Berlin 8. Brema 9. Bruksela 10. Kolonia/Bonn 11. Diyarbakır 12. Dubaj 13. Düsseldorf 14. / Ercan 15. Erzurum 16. Frankfurt 17. Gaziantep 18. Hamburg 19. Hanower 20. Hatay 21. Iğdır 22. Kars 23. Kayseri 24. Konya 25. Londyn-Stansted 26. Malatya 27. Mardin 28. Monachium 29. Norymberga 30. Saarbrücken 31. Samarkanda 32. Samsun 33. Skopje 34. Stuttgart 35. Trabzon 36. Wan 37. Wiedeń 38. Zurych Sezonowo: 1. Barcelona 2. Bejrut 3. Birmingham 4. Bodrum 5. Budapeszt 6. Kopenhaga 7. Dortmund 8. Dublin 9. Edynburg 10. Eindhoven 11. Genewa 12. Londyn-Gatwick 13. Lyon 14. Madryt (od 3 czerwca 2024) 15. Manchester 16. Marsylia 17. Mediolan-Malpensa 18. Nantes 19. Oslo-Gardermoen 20. Paryż-Charles de Gaulle 21. Praga (od 5 czerwca 2024) 22. / Prisztina (od 3 czerwca 2024) 23. Rzym-Fiumicino (od 4 czerwca 2024) 24. Rotterdam 25. Sankt Petersburg 26. Sarajewo (od 21 kwietnia 2024) 27. Sztokholm-Arlanda 28. Tbilisi 29. Tel Awiw 30. Tirana (od 4 czerwca 2024) 31. Wenecja 32. Warszawa-Okęcie (od 3 maja 2024) Sezonowe czartery: 1. Płowdiw |
| Transavia.com        | Sezonowo: 1. Paryż-Orly |
| TUI Airways          | Sezonowo: 1. Birmingham 2. Londyn-Gatwick 3. Manchester |
| TUI fly Belgium      | Sezonowo: 1. Bruksela 2. Ostenda |
| TUI fly Netherlands  | Sezonowo: 1. Amsterdam |
| Turkish Airlines     | 1. Stambuł Sezonowo: 1. Frankfurt 2. Dżudda 3. Medyna 4. Monachium 5. Stuttgart |